# Jozef Barmoš
Jozef Barmoš est né le 28 août 1954 à Šurany. C'est un joueur de football tchécoslovaque ayant remporté l'Euro 1976. Il est considéré comme l'un des plus grands joueur tchécoslovaque.

## Révélé auFK Inter Bratislava
Barmoš commence le football très jeune à l'âge de six ans. En 1970, il quitte le club qu'il fréquentait depuis son plus jeune âge pour s'installer au FK Inter Bratislava.
Sa première saison se termine par une 7e place et sa seconde par une avant-dernière place, synonyme de relégation. Le club revient en 1973-1974 avec une 13e place. Le club fait un bond en avant en 1974-1975 et manque de peu le titre en terminant à deux points du champion : son voisin le ŠK Slovan Bratislava. Le club, après être passé très près du titre, devient un favori au titre avec une 6e position en 1975-1976 et une deuxième place en 1976-1977. Barmoš est retenu pour jouer l'Euro 1976 mais il n'y dispute aucun match.
Le club retrouve ses vieux démons et termine avant-dernier en 1977-1978. Cette nouvelle frayeur de la relégation fait réfléchir Barmoš qui part pour le Dukla Prague. Ce choix est le bon pour Jozef qui remporte un titre de champion de Tchécoslovaquie.
Barmoš revient dans son club formateur après ce titre mais ne reconnaitra pas un titre de champion terminant dans le ventre mou ou la 5e place en 1979-1980 la saison de son retour, la 11e en 1980-1981. Ses dernières saisons en Tchécoslovaquie se terminent par des places dans la 1re partie de tableau avec 8e, 4e, 6e et 13e. Il quitte la Tchécoslovaquie en 1985 pour se diriger vers la Belgique. Ne pas oublier que Jozef participe à l'Euro 1980 et marque le neuvième tir au but victorieux lors du match pour la 3e place face à l'Italie. Jozef participe aussi à sa première coupe du monde en 1982 mais l'aventure n'est pas aussi belle qu'à l'Euro ; l'équipe est éliminée dans les poules et Barmoš marque un but contre son camp contre l'Angleterre, ce qui entraine une défaite 2-0. 

## Fin de carrière en Belgique
Jozef arrive en 1985-1986 au Racing Jet de Bruxelles. Le club vient de descendre en seconde division mais sous les ordres de Daniel Renders, l'équipe remonte directement et dispute la première division belge lors de la saison 1986-1987 qui se termine par une confortable 12e place. Mais le club descend la saison suivante en finissant bon dernier. Le club ne remontra plus et Barmoš prend sa retraite en 1990.

## Entraineur
Jozef entraine le club du MŠK Žilina en 1999-2000 et termine 8e mais n'est pas reconduit dans ses fonctions. Il entraine ensuite le club où il a passé 15 ans de sa vie lors de la saison 2004-2005 mais le club finit avant-dernier et il ne reste pas à la tête de l'équipe. Après ces saisons en club qui se révèlent négatives, il prend la direction des différentes équipes espoirs de Slovaquie.

## Palmarès
- Championnat de Tchécoslovaquie de football : 1978-1979
- Champion d'Europe 1976
- Troisième du Champion d'Europe 1980
- Coupe de Slovaquie de football : 1983-1984